# Douglas Reeman
Douglas Edward Reeman (15 de octubre de 1924, Thames Ditton, 23 de enero de 2017) fue un escritor británico de novelas de ficción históricas basadas en la Marina Real Británica ambientadas en las Guerras Napoleónicas y la Segunda Guerra Mundial más cónocido por su seudónimo Alexander Kent.
Reeman se alistó en la Marina Real Británica cuando tenía 16 años y participó en la Segunda Guerra Mundial y la guerra de Corea sirviendo en las campañas del Mar del Norte, el Ártico, el Atlántico y el Mediterráneo. Empezó su carrera como guardamarina y acabándola como teniente de marina.
Su primera novela A Prayer for the Ship se publicó en 1958 bajo el seudónimo de Alexander Kent. Reeman es conocido por su serie de novelas dedicadas a la Marina inglesa del siglo XIX protagonizadas por Richard Bolitho el personaje que le ha reportado un reconocimiento mundial siendo considerado uno de los mejores autores de novela histórica en temas marítimos y uno de los más vendidos en Gran Bretaña.
Gran parte de su éxito se debe a su formación como marino en experiencias bélicas ya que sirviendo en destructores y lanchas torpederas durante la II Guerra mundial fue mencionado por su valor en dos ocasiones.

### Segunda Guerra Mundial
- A Prayer for the Ship (1958)
- Dive in the Sun (1961)
- With Blood and Iron (1964)
- HMS Saracen (1965)
- The Pride and the Anguish (1968)
- To Risks Unknown (1969)
- Rendezvous - South Atlantic (1972)
- His Majesty's U-Boat (1973)
- The Destroyers (1974)
- Winged Escort (1975)
- Surface with Daring (1976)
- Strike from the Sea (1978)
- A Ship Must Die (1979)
- Torpedo Run (1981)
- The Volunteers (1985)
- The Iron Pirate (1986)
- In Danger's Hour (1988)
- The White Guns (1989)
- Killing Ground (1992)
- Sunset (1994)
- A Dawn Like Thunder (1996)
- Battlecruiser (1997)
- For Valour (2000)
- Twelve Seconds to Live (2002)

### The Blackwood Saga
- Badge of Glory (1982)
- The First to Land (1984)
- The Horizon (1993)
- Dust on the Sea (1999)
- Knife Edge (2004)

### Otros
- High Water (1959)
- Send a Gunboat (1960)
- The Hostile Shore (1962)
- The Last Raider (1963)
- Path of the Storm (1966)
- The Deep Silence (1967)
- The Greatest Enemy (1970)

### Richard Bolitho
(bajo el seudónimo Alexander Kent)
- To Glory We Steer (1968) (La Fragata Maldita)
- Form Line of Battle! (1969) (En Línea de Combate)
- Enemy In Sight! (1970) (¡Enemigo a la Vista!)
- Flag Captain (1971) (El Buque Insignia)
- Sloop Of War (1972) (Al Mando de una Corbeta)
- Command a King's Ship (1973) (Misión de Ultramar)
- Signal - Close Action! (1974) (Nubes de Tormenta)
- Richard Bolitho, Midshipman (1975) (El Guardamarina Bolitho)
- Passage To Mutiny (1976) (Aires de Motín)
- In Gallant Company (1977) (Corsarios americanos)
- The Inshore Squadron (1977) (La escuadra costera)
- Midshipman Bolitho and the 'Avenger'  (1978) (El Guardamarina Bolitho)
- Stand Into Danger (1980) (Rumbo al Peligro)
- A Tradition Of Victory (1981) (Tradición de victoria)
- Success to the Brave (1983) (Gloria a los valientes)
- Colours Aloft (1986) (Izad la Bandera)
- Honour This Day (1987) (Un día de gloria)
- With All Despatch (1988) (Libertad de Acción)
- The Only Victor (1990) (El Único Vencedor)
- Beyond The Reef (1992) (Más allá del arrecife)
- The Darkening Sea (1993) (Mar oscuro)
- For My Country's Freedom (1995) (Por la libertad de mi patria)
- Cross Of St. George (1996) (La Cruz de San Jorge)
- Sword of Honour (1998)
- Second to None (1999)
- Relentless Pursuit (2001)
- Man of War (2003)
- Band of Brothers (2006)
- Heart of Oak (2007)
- In the King's Name (2011)